# Robert Decker
Robert Wayne Decker (* 11. März 1927 in Williamsport (Pennsylvania); † 11. Juni 2005 in Mariposa, Kalifornien) war ein US-amerikanischer Vulkanologe und Geophysiker.

## Leben
Decker studierte Geologie und Geophysik am Massachusetts Institute of Technology (MIT) (Bachelorabschluss 1949, Masterabschluss 1951) und der Colorado School of Mines, an der er 1953 in Geologie promoviert wurde. 1949 bis 1950 arbeitete er als Geologe für Bethlehem Steel und 1952 bis 1954 für die New World Exploration Company. 1954 wurde er Assistant Professor für Geologie an der University of Illinois, ging aber noch im selben Jahr als Assistant Professor an das Dartmouth College, an dem er 1963 bis 1965 der Fakultät für Geologie vorstand und ab 1967 Professor für Geophysik war. Mit der Universität von Hawaii war er ab 1964 verbunden und mit dem US Geological Survey (USGS) ab 1957.
1979 bis 1984 war er Direktor des Hawaiian Vulcano Observatory (HVO) am Kilauea im Auftrag des US Geological Survey. Während dieser Zeit war er auch Gastprofessor an der University of Hawaii in Hilo. Nach dem Ausbruch des Mount St. Helens 1980 war er zeitweise leitender Geologe des zur Untersuchung gebildeten Projekts des USGS. 1989 war er an der Entwicklung eines Trainingsprogramms für Vulkanologen aus aller Welt (besonders aber aus Ländern der Dritten Welt) an der Universität Hawaii beteiligt (eine Kooperation der Universitäten von Hawaii in Hilo und Manoa und dem HVO), dem CSAV (Center for the Study of Active Volcanoes).
Neben Hawaii war er weltweit als Vulkanologe tätig (u. a. Alaska, Kaskadengebirge, Zentralamerika, Island, Indonesien). 1959/60 war er Assistenzprofessor am Institut für Technologie in Bandung und Island besuchte er regelmäßig 1966 bis 1977.
Er schrieb eine wöchentliche Kolumne über die Aktivität der Vulkane Hawaiis in Hawaii-Tribune Herald, die von anderen fortgesetzt wurde (Vulcano Watch).
1975 bis 1979 war er Präsident der International Association of Volcanology and Chemistry of the Earth’s Interior (IAVCEI).
Er veröffentlichte viel mit seiner Frau Barbara Decker, einer Journalistin (Decker ist seit 1950 verheiratet und hat vier Kinder). Sie leitet den 1984 gegründeten Reiseführer-Verlag Double Decker Press.

## Schriften
- mit Barbara Decker Mountains of Fire. The Nature of Volcanoes, Cambridge University Press 1991
- mit Barbara Decker Volcanoes, Freeman, San Francisco, 4. Auflage 2005
- mit Barbara Decker Volcanoes and the Earth´s Interior, Freeman, San Francisco 1982 (Sammelband von Scientific American Artikeln, darin von Robert und Barbara Decker The eruptions of Mount St. Helens, Scientific American März 1981, und von Decker, Dallas L. Peck, Thomas L. Wright The Lava lakes of Kilauea, Scientific American Oktober 1979)
- mit Barbara Decker Vulkane: Abbild der Erddynamik, Spektrum Akademischer Verlag 1998
- mit Barbara Decker Die Urgewalt der Vulkane Von Pompeji zum Pinatubo, Seehamer Verlag 1997
- mit Barbara Decker Road Guide to Death Valley National Park, Double Decker Press 2004
- mit Barbara Decker Road Guide to Crater Lake National Park, Double Decker Press 2004
- mit Barbara Decker Road Guide to Haleakala and the Hana Highway , Double Decker Press 1999
- mit Barbara Decker Volcanoes in America´s National Parks, Odyssey Guides 2001
- mit Barbara Decker Road Guide to Joshua Tree National Park, Double Decker Press 1999
- mit Barbara Decker Road Guide To Lassen Volcanic National Park, Double Decker Press 1997